# Camponotus crawleyi
Camponotus crawleyi är en myrart som beskrevs av Carlo Emery 1920. Camponotus crawleyi ingår i släktet hästmyror, och familjen myror. Inga underarter finns listade.